# Тонгаріро (гора)
Тонгаріро (англ. Tongariro) — активний вулкан, що розташований у Новій Зеландії. Гора Тонгаріро і її околиці є одним з декількох місць, де Пітер Джексон знімав трилогію «Володаря перснів»; туроператори та готелі організовують екскурсії, щоб подивитися ці місця.

## Розташування
Це найпівнічніший з трьох вулканів Центрального Вулканічного Плато Північного острова Нової Зеландії. Розташований за 20 км на південний захід від вулканічного озера Таупо.

## Історія
Перше виверження відбулося близько 260 000 років тому. Тонгаріро — один з найактивніших вулканів Землі. З 1839 року було зареєстровано понад сімдесят вивержень, останнє відбулося в 2012 році.

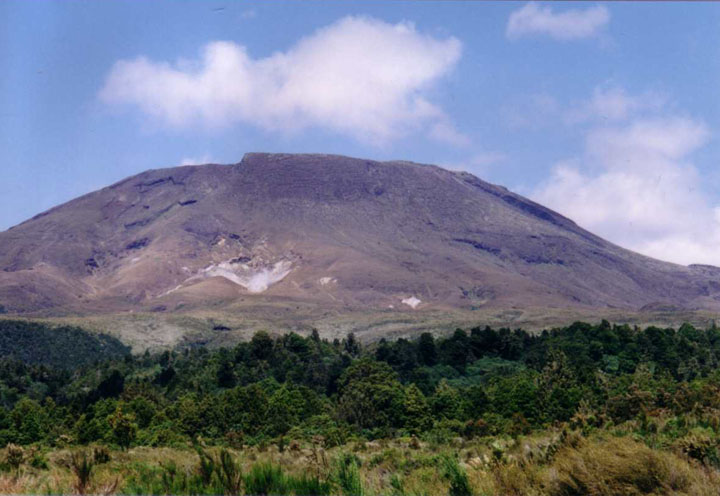
Гора Тонгаріро, лютий 2000 року

Вулкан Тонгаріро і прилеглі до нього землі входять до складу однойменного національного парку. Національний парк Тонгаріро один з перших природоохоронних парків на планеті. Він був організований в 1887 році, після подарунку місцевого племені Нгаті Тувгаретоа (Ngati Tuwharetoa). Плем'я офіційно передало три вулкана і прилеглі до них землі в загальне користування з умовою, що ця територія буде навічно захищена від комерційної та аграрної експлуатації. Ініціатором такого кроку був вождь Te Хеухеу Тукіно IV (Хоронуку).

## Опис
Тонгаріро має дванадцять жерл-конусів, безліч тріщин і фумарол, і тому класифікується як вулканічний масив. Гора Нгаурухоє (Ngauruhoe), що розглядається як окремий вулкан, насправді є лише бічним жерлом масиву Тонгаріро. Багато кратерів масиву утворені в результаті пірокластичних вибухів. Деякі з таких воронок заповнені водою і являють собою високогірні озера.